# Объединённая партия Бутана
Объединённая партия Бутана (дзонг-кэ འབྲུག་མཉམ་རུབ་ཚོགས་པ, Druk Nyamrup Tshogpa, ранее известная как Социал-демократическая партия) — бутанская социал-демократическая политическая партия, зарегистрированная 20 января 2013 года.

## История
Объединённая партия Бутана была создана как Социал-демократическая партия. На первых в её истории парламентских выборах в 2013 году партия набрала 36 тысяч голосов (17 %) и заняла третье место в первичном туре и поэтому не смогла принять участие в финальном туре. Однако тогдашний президент партии Дорджи Чоден, занявшая первое место в своём округе, а также несколько других кандидатов от партии, занявших второе место в своих округах, вышли из неё и в финальном туре смогли избраться в парламент от Народно-демократической партии.
Вторые в истории партии парламентские выборы в 2018 году завершились успехом. В финальном туре за партию отдали свои голоса более 172 избирателей (55 %), получив большинство и став правящей партией в Бутане/ После поражения на выборах 2023—2024 годов осталась без представительства в Национальной ассамблее и перешла в ряды непарламентской оппозиции.

## Электоральные результаты

### Выборы в Национальную ассамблею
| Выборы | Мест получено | +/-      | Первый тур | Первый тур | Второй тур | Второй тур | Изменения                 | Лидер кампании |
| Выборы | Мест получено | +/-      | Голоса     | %          | Голоса     | %          | Изменения                 | Лидер кампании |
| ------ | ------------- | -------- | ---------- | ---------- | ---------- | ---------- | ------------------------- | -------------- |
| 2013   | 0 из 47       | дебют    | 35 962     | 17,04      | не прошла  | не прошла  | Непарламентская оппозиция | Дорджи Чоден   |
| 2018   | 30 из 47      | ▲30 мест | 92 722     | 31,85      | 172 268    | 54,95      | Правительство             | Лотай Церинг   |
| 2023   | 0 из 47       | ▼30      | 41 106     | 13,13      | не прошла  | не прошла  | Непарламентская оппозиция | Лотай Церинг   |